# Lorenzo Flaherty
Lorenzo Flaherty (Roma, 24 novembre 1967) è un attore italiano, di padre irlandese e di madre italiana.

## Biografia
Ha debuttato nel 1986 con il film Dèmoni 2... L'incubo ritorna, regia di Lamberto Bava, per poi lavorare in teatro sia come attore recitando nel Macbeth sia come regista de L'ultimo spettacolo. 
Dopo aver partecipato al film Ciao ma'... dedicato a Vasco Rossi, ma il primo ruolo di rilievo è stato nel film di Marco Tullio Giordana Appuntamento a Liverpool (1988).
Nel 1991 è stato diretto da Lucio Fulci in Voci dal profondo, nel 1996 da Pupi Avati in Festival. Sempre con Pupi Avati e Fabrizio Laurenti è stato il protagonista su Rai 1 di Voci notturne, miniserie dalle atmosfere esoteriche datata 1995. 
Il suo primo ruolo da protagonista è stato nel film di guerra Porzûs (1997), regia di Renzo Martinelli. Ha lavorato poi con Maurizio Anania in Odi et amo (1998) e Il conte di Melissa (2000), e con Carlo Vanzina in Barzellette (2004).
In seguito si è dedicato al piccolo schermo, recitando nelle serie Piazza di Spagna, regia di Florestano Vancini, Passioni, regia di Fabrizio Costa, entrambe del 1993, e La dottoressa Giò (1997), regia di Filippo De Luigi, Madame, regia di Salvatore Samperi. Nel 2009 ha lavorato nel film televisivo Il mistero del lago. Tra le altre sue prove, si citano Distretto di Polizia nei panni dell'ispettore Walter Manrico, Incantesimo, in quelli dell'avvocato Andrea Bini, R.I.S. - Delitti imperfetti, nel ruolo del capitano Riccardo Venturi, Io ti assolvo nei panni di un commissario che si scoprirà essere in realtà un serial killer, mentre in Al di là del lago è stato il misterioso Sergio Volturni; in Un amore e una vendetta interpreta il ruolo del malvagio Marco Damiani e in Mister Ignis - L'operaio che fondò un impero nel ruolo dello storico imprenditore dell'Ignis Giovanni Borghi.
Nel 2017 è stato concorrente nella seconda edizione del Grande Fratello VIP, venendo eliminato in semifinale con l'88% dei voti, e sempre lo stesso anno è apparso nella fiction Furore 2 nel ruolo del banchiere Dotti.
Nel 2024 ha iniziato il tour teatrale di Il Visitatore, dando volto a Sigmund Freud.

## Vita privata
Lorenzo Flaherty ha due figli: uno nato nel 1994 dalla relazione con Alessandra Laudadio, e un altro avuto nel 2015 con Roberta Floris, con cui è sposato dal 2012. La moglie di Flaherty è da non confondere con un'altra persona sua omonima, la giornalista Roberta Floris. 
Lorenzo Flaherty è un tifoso della Lazio. Si professa cattolico.

## Filmografia

### Cinema
- Dèmoni 2... L'incubo ritorna, regia di Lamberto Bava (1986)
- Sicilian Connection, regia di Tonino Valerii (1987)
- Appuntamento a Liverpool, regia di Marco Tullio Giordana (1988)
- Ciao ma'..., regia di Giandomenico Curi (1988)
- In nome del popolo sovrano, regia di Luigi Magni (1990)
- Voci dal profondo, regia di Lucio Fulci (1991)
- Bugie rosse, regia di Pierfrancesco Campanella (1993)
- La ragazza di Cortina, regia di Maurizio Vanni (1994)
- Festival, regia di Pupi Avati (1996)
- Farfalle, regia di Roberto Palmerini (1997)
- Porzûs, regia di Renzo Martinelli (1997)
- Un giorno, un giorno, una notte..., regia di Cosimo Milone (1997)
- Odi et amo, regia di Maurizio Anania (1998)
- Pazzo d'amore, regia di Mariano Laurenti (1999)
- Vacanze sulla neve, regia di Mariano Laurenti (1999)
- Il conte di Melissa, regia di Maurizio Anania (2000)
- La donna del delitto, regia di Corrado Colombo (2000)
- Le barzellette, regia di Carlo Vanzina (2004)
- Quando il sole sorgerà, regia di Andrea Manicone (2012)
- Il ragioniere della mafia, regia di Federico Rizzo (2012)

### Televisione
- Aquile, regia di Antonio Bido e Nini Salerno – serie TV (1989)
- Oceano, regia di Ruggero Deodato – serie TV (1989)
- La montagna dei diamanti, regia di Jeannot Szwarc – miniserie TV (1991)
- Piazza di Spagna, regia di Florestano Vancini – miniserie TV (1992)
- Passioni, regia di Fabrizio Costa – serie TV (1993)
- Delitti privati, regia di Sergio Martino – miniserie TV (1993)
- Voci notturne, regia di Pupi Avati e Fabrizio Laurenti – miniserie TV (1995)
- La signora della città, regia di Beppe Cino – serie TV (1996)
- La dottoressa Giò, regia di Filippo De Luigi – serie TV (1997)
- Un posto al sole, vari registi – serie TV (1997)
- Angelo nero, regia di Roberto Rocco – film TV (1998)
- Il cuore e la spada, regia di Fabrizio Costa – miniserie TV (1998)[8]
- Tre stelle, regia di Pier Francesco Pingitore  – miniserie TV (1999)
- Distretto di Polizia, regia di Renato De Maria e Antonello Grimaldi – serie TV, 48 episodi (2000-2001)
- Incantesimo 5, regia di Alessandro Cane e Leandro Castellani – serie TV (2002)
- Amiche, regia di Paolo Poeti – miniserie TV (2004)
- Madame, regia di Salvatore Samperi – miniserie TV (2004)
- R.I.S. - Delitti imperfetti, regia di Alexis Sweet, Pier Belloni e Fabio Tagliavia – serie TV (2005-2009)
- Io ti assolvo, regia di Monica Vullo – film TV (2008)
- Il mistero del lago, regia di Marco Serafini – film TV (2009)
- Intelligence - Servizi & segreti, regia di Alexis Sweet – serie TV, episodio: Un'azione inattesa (2009)
- Tutti per Bruno, regia di Francesco Vicario – serie TV (2010)
- Le due facce dell'amore, regia di Monica Vullo e Maurizio Simonetti – serie TV (2010)
- Al di là del lago, regia di Stefano Reali – serie TV (2010-2011)
- Un amore e una vendetta, regia di Raffaele Mertes – serie TV (2011)
- Mister Ignis - L'operaio che fondò un impero, regia di Luciano Manuzzi (2014)
- Furore - Capitolo secondo, regia di Alessio Inturri (2018)

## Teatro
- Il Visitatore, regia di Francesco Branchetti (2024)

## Programmi televisivi
- Ballando con le stelle – talent show (2013) – concorrente
- Grande Fratello VIP – reality show (2017) – concorrente